# Colli sul Velino
Colli sul Velino ist eine italienische Gemeinde in der Provinz Rieti in der Region Latium mit 455 Einwohnern (Stand 31. Dezember 2023). Sie liegt 95 km nördlich von Rom und 17 km nördlich von Rieti.
Bis 1962 hieß der Ort Colli di Labro.

## Geographie
Colli sul Velino liegt am Rande der Monti Reatini oberhalb des Tals des Velino. Im Gemeindegebiet liegt der Lago di Ventina. Es ist Mitglied der Comunità Montana Montepiano Reatino.
Die Nachbarorte sind Contigliano, Labro, Morro Reatino, Rieti, Rivodutri, Terni (TR).

## Bevölkerungsentwicklung
| Jahr      | 1861 | 1881 | 1901 | 1921 | 1936 | 1951 | 1971 | 1991 | 2001 |
| --------- | ---- | ---- | ---- | ---- | ---- | ---- | ---- | ---- | ---- |
| Einwohner | 780  | 906  | 1039 | 1009 | 913  | 941  | 434  | 462  | 516  |

Quelle: ISTAT

## Politik
Alberto Micanti (Bürgerliste Amministriamo insieme) wurde im Juni 2009 zum Bürgermeister gewählt. Am 26. Mai 2019 wurde er wiedergewählt.